# Ватутин, Евгений Иванович
Евгений Иванович Ватутин (бел. Яўген Іванавіч Ватуцін) (19 апреля 1962, Минск) — белорусский спортсмен и тренер (шашки). Чемпион мира в составе сборной Белоруссии 1992 года на командной Олимпиаде, проходившей в Италии, чемпион Европы в составе сборной Белоруссии 2010 года.
Международный гроссмейстер. Тренер Натальи Садовской, тренировал  
Ольгу Камышлееву.
В 1988 году окончил Белорусский государственный университет физической культуры. Проживает в Минске.

## Результаты на чемпионатах мира и Европы
| Год  | Уровень | Место проведения | Турнир/Матч             | Место          |
| ---- | ------- | ---------------- | ----------------------- | -------------- |
| 1990 | ЧМ      | Гронинген        | Турнир                  | 6-е            |
| 1995 | ЧЕ      | Люблинец         | Турнир                  | 11-е           |
| 2002 | ЧЕ      | Домбург          | Турнир (плей-офф)       | 9-16           |
| 2008 | ЧЕ      | Таллин           | Турнир (шв.)            | 5-е            |
| 2012 | ЧЕ      | Эммен            | Турнир (швейц. система) | 31-            |
| 2013 | ЧМ      | Уфа              | Турнир                  | 2-е в финале B |
| 2014 | ЧЕ      | Таллин           | Турнир (швейц. система) | 20-е           |
| 2016 | ЧЕ      | Измир            | Турнир (швейц. система) | 15-е           |
| 2017 | ЧМ      | Таллин           | Турнир                  | 10-е           |